# Полигиния
Полигинията  (на старогръцки: πολύ- „много-“ и γυνή „жена“) или многоженството е една от формите на полигамния брак, при която мъжът е в брачен съюз едновременно с няколко жени. Полигинията е легална предимно в страни с преобладаващо мюсюлманско население.